# Delaware State Capitol

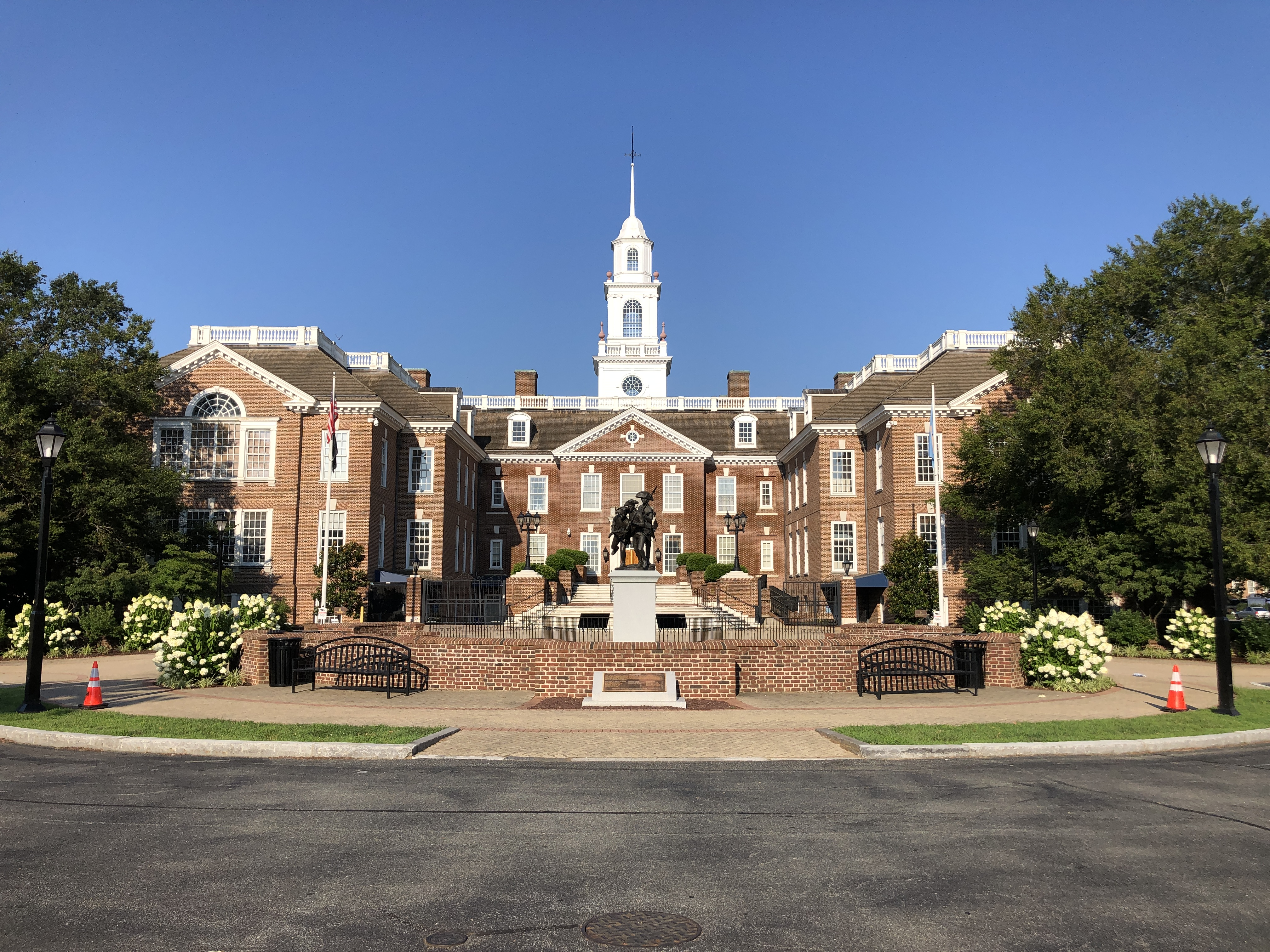
Die Delaware General Assembly tagt in der Legislative Hall in Dover

Das Delaware State Capitol beherbergt die Delaware General Assembly. Das Allgemein als Legislative Hall bekannte Gebäude befindet sich in der Court Street in Dover, der Hauptstadt von Delaware. Obwohl es wie ein Gebäude aus der Kolonialzeit aussieht, wurde das Gebäude erst während der Weltwirtschaftskrise im Jahr 1933 fertiggestellt. Bis dahin tagte die Regierung im Old State House, das heute als Museum genutzt wird.
Das State House und die ehemaligen Gesetzgebenden Kammern des Staates wurden in den Ursprungszustand zurückgebaut. Die Kammer des Repräsentantenhauses enthält von Thomas Sully gemalte Porträts von Commodore Jacob Jones und Commodore Thomas Macdonough, Helden von Delaware, die im Krieg von 1812 dienten.
Besucher können das State Capitol nach Voranmeldung besichtigen. Geführte Besichtigungen hängen von der Verfügbarkeit des Personals ab.